# Mehran Karimi Nasseri
Mehran Karimi Nasseri (tiếng Ba Tư: مهران کریمی ناصری phát âm [mehˈrɒn kæriˈmi nɒseˈri] sinh năm 1945 tại Masjed-Soleyman, Iran và mất ngày 12 tháng 11 năm 2022 tại Paris, Pháp), còn được biết đến với tên Ngài Alfred Mehran, là người tị nạn Iran, sống ở sảnh đi cổng một của sân bay Charles de Gaulle từ tháng 8 năm 1988 đến tháng 6 năm 2006 (khi ông nhập viện vì một căn bệnh bí hiểm)
Ông qua đời ngày 12 tháng 11 năm 2022, hưởng thọ 76 tuổi.

## Cuộc đời
Nasseri đã từng đến vương quốc Anh vào tháng 9 năm 1973, và theo học tại đại học Bradford. Trong thời gian đó, Nasseri là một thành viên của phong trào chống đối vua Iran Mohammed Reza Pahlavi. Sau đó ông trở lại Iran tháng 8 năm 1975 do không đủ chi phí trang trải cho việc học. Ngay tại sân bay quốc tế Mehrabad của Tehran, Nasseri được đưa thẳng tới nhà tù bí mật của cảnh sát.
Sau khi ra tù, kể từ năm 1977, Nassari làm đơn xin nhập cư khắp các quốc gia châu Âu như Hà Lan, Đức, Pháp, Italia... nhưng tất cả đều bị từ chối. May mắn thay đến tháng 10/1980, đơn xin nhập cư của ông được Ủy ban tối cao quản lý người tị nạn của Liên Hợp Quốc chấp thuận. Merahan lang thang ở Bỉ đến năm 1986 thì quyết định chuyển sang Anh.
Vận đen lại ám quẻ Nassari ngay trên đường tới sân bay Heathrow: theo lời kể, ông bị bọn du côn giật mất túi đồ khi đang lớ ngớ trước cửa sân bay Charles de Gaulle. Vậy là không chỉ hành lý tư trang mà cả giấy tờ tùy thân cũng mất sạch.
Không có quốc tịch, lại không thể chứng minh tư cách người di cư, ông đành chấp nhận sự sắp xếp ưu ái của nhân viên an ninh Pháp: tạm trú tại khu vực chờ dành cho người không giấy tờ tùy thân.
Và Nasseri đã ở đó 18 năm.

## Tiểu thuyết hóa cuộc đời
Khách ra vào sân bay Charles de Gaulle luôn thấy một ông già chầu chực quanh khu nhà hàng, cửa hiệu bán đồ miễn thuế để xin thức ăn thừa. Hiếm khi nào thấy ông mở miệng tán dóc với ai, lúc nào cũng lủi thủi và nhẫn nại như thể đang chờ vận hội mới của cuộc đời. Và ông cũng đã trở thành một phần không thể không nhắc đến của sân bay này trong suốt bao nhiêu năm qua. Và đó cũng chính là cảm hứng sáng tác của những nhà văn,đạo diễn điện ảnh. Đó là bộ phim Pháp "Tombés du ciel" (tên tiếng Anh: Lost in Transit) do Jean Rochefort thủ vai hay truyện ngắn " The Fifteen-year layover" của Micheal Paterniti. Nhưng hơn cả là bộ phim "The Terminal" do đạo diễn Steven Spielberg thực hiện và Tom Hank thủ vai chính vào năm 2004, với kinh phí 60 triệu USD, nó đạt doanh thu hơn 218 triệu USD trên toàn thế giới. 
Thành công của bộ phim cũng chẳng giúp thay đổi số phận tội nghiệp này là bao. Tờ báo The Guardian từng đề nghị hãng phim của Steven Spielberg trả 250.000 đô la cho bản quyền câu chuyện của Nasseri, và chỉ ra rằng năm 2004, ông đã mang một poster của phim che trên chiếc ghế băng của ông. Nasseri khi được phỏng vấn nói rằng cảm thấy rất thú vị khi có một bộ phim như vậy. Nhưng dường như ông chưa bao giờ có cơ hội để được xem bộ phim đó.
Vâng,sự quan tâm của tôi với nước Mĩ cũng đã mất đi vì bộ phim. Nhưng thế cũng rất tốt— Merhan Karimi Nasseri, The Guardian